# William J. Crowe
William J. Crowe, Jr., född 2 januari 1925 i La Grange, Kentucky, död 18 oktober 2007 i Bethesda, Maryland, var en amiral i USA:s flotta. Han var USA:s försvarschef (Chairman of the Joint Chiefs of Staff) från 1985 till 1989.

## Biografi
William Crowe föddes i Kentucky, men familjen flyttade till Oklahoma under den stora depressionen.
Han tillhörde United States Naval Academys avgångsklass för år 1946, samma som Jimmy Carter, Stansfield Turner och James Stockdale. Crowes tjänstgöring inriktade sig mot tjänstgöring på dieseldrivna ubåtar. Dieseldrivna ubåtar blev stegvis utrotade i USA:s flotta på grund av Hyman Rickovers framgångsrika kärnkraftsprogram, men Crowes karriär tog fart genom olika stabsbefattningar i OPNAV och OSD med fokus på utländska försvarssamarbeten. Crowe tog en masterexamen i pedagogik från Stanford University, och senare både master- och filosofie doktor i statsvetenskap från Princeton University.
Han utsågs 1980 till fyrstjärning amiral och befattningen som befälhavare för Nato-kommandot Allied Forces Southern Europe i Neapel, som från 1983 även innebar chefskap för United States Naval Forces Europe i London. Crowe var därefter militärbefälhavare för United States Pacific Command, med högkvarter Camp H.M. Smith på Hawaii, från 1983 till 1985. Amiral Crowe utsågs 1985 av USA:s president Ronald Reagan till försvarschef, för att efterträda general John Vessey, och i den befattningen kom han att arbeta direkt för USA:s försvarsminister, först Caspar Weinberger följt av Frank Carlucci och Dick Cheney samt att varandes yrkesmilitär rådgivare till USA:s nationella säkerhetsråd. Under 1988 bjöd han för första gången sin motsvarighet i Sovjetunionen, marskalk Sergei Akhromejev, till besök i USA och till Pentagon. Besöket återgäldades med inbjudan till Sovjetunionen under 10 dagar i juni 1989, följt av 5 dagar i Sverige.
President George H.W. Bush ville 1989 nominera Crowe till förlängt förordnande med två år, men trots smicker tackade amiralen nej. Crowe efterträddes som försvarschef hösten 1989 av general Colin Powell och gick därefter i pension från flottan. I presidentvalet 1992 uttalade han sitt stöd för Bill Clinton och under dennes tid som president var Crowe USA:s ambassadör i Storbritannien från 1994 till 1997.
Bill Clinton tilldelade honom presidentens frihetsmedalj år 2000. Crowe avled 2007, fick en militärbegravning och gravsattes på United States Naval Academy Cemetery.

## Populärkultur
Crowe medverkade 1988 som sig själv i avsnittet "Hot Rocks" i TV-serien Skål (7 säsongen, avsnitt 17). Crowe bjöds in av producenterna efter att han i en intervju med Time Magazine sagt att det var hans favoritserie.